# Ambohimahamasina
Ambohimahamasina est une commune rurale malgache située dans la partie sud-est de la région de la Haute Matsiatra. Son nom signifie littéralement "à la colline qui rend sacrée". En effet, à l'actuel chef lieu de la commune, se trouvait autrefois un oranger stérile. Ambohimahamasina portait alors le nom d'Amboasarykanda (à l'oranger stérile). C'est seulement lors de l'installation des rois mpanjaka que l'oranger s'est mis à fructifier...

## Géographie

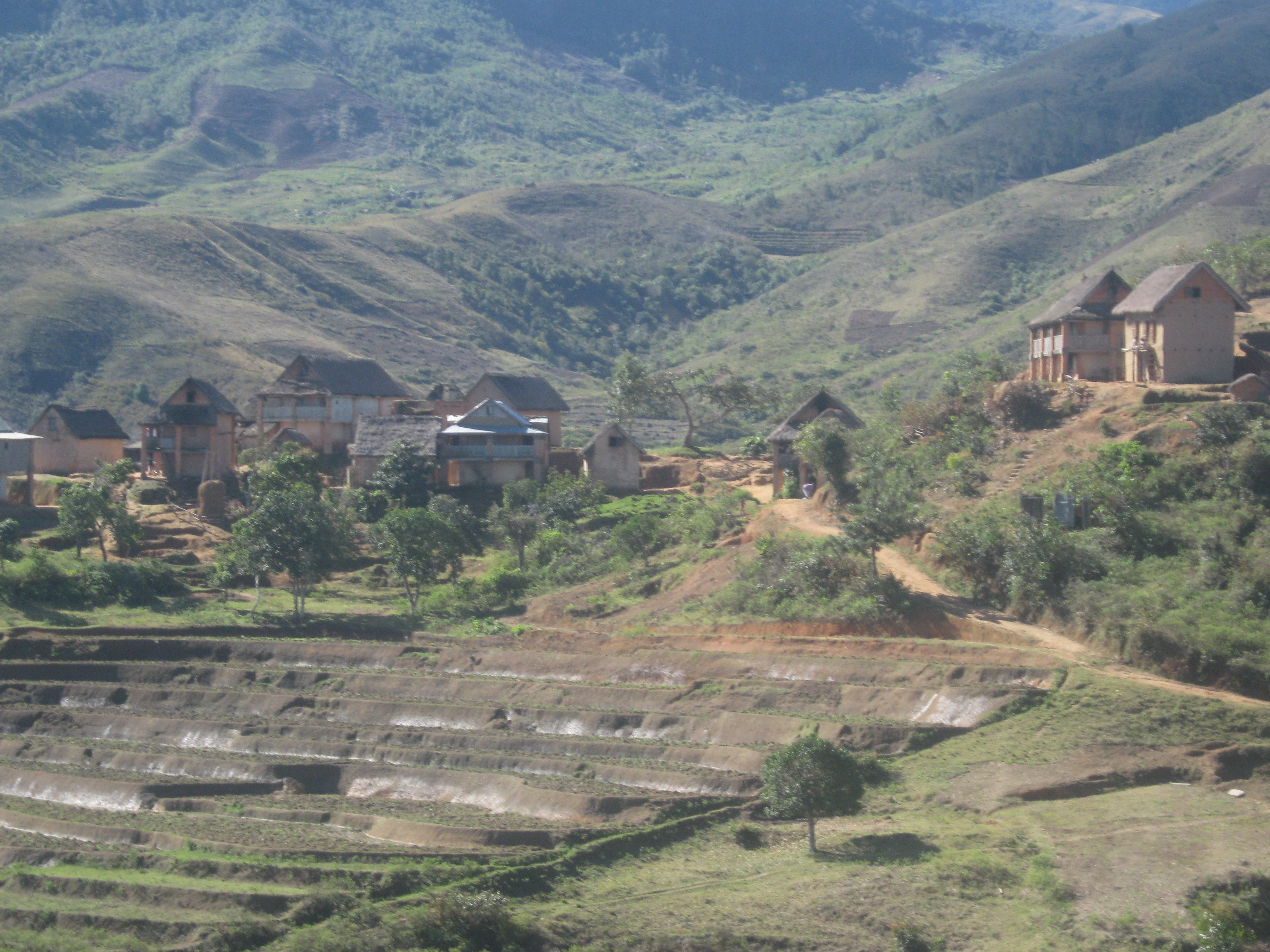
Village d'Iharondahy, à l'ouest d'Ambohimahamasina

La commune d'Ambohimahamasina, divisée en 13 Fokontany, est située à environ 45 km à l'est d'Ambalavao. On accède au chef-lieu de la commune par une piste latéritique en assez bon état et praticable même en saison des pluies. Des Taxi-brousse relient Ambohimahamasina à Ambalavao tous les jours, sauf le dimanche. Le vélo est également un moyen très agréable pour s’y rendre.
Cette commune dynamique située en plein cœur du pays Betsileo, abrite l’un des derniers pans de forêt primaire humide de Madagascar puisqu’elle se trouve dans le corridor biologique reliant les parcs nationaux de Ranomafana et de l’Andringitra.
Elle est délimitée au nord par le massif de l'Ambondrombe, culminant à plus de 1 600 m, l'une des montagnes les plus sacrées de Madagascar. À l'ouest se trouve le massif du Tsitondroina et la falaise d'Angavoa, à l'est les pics d'Itaolana et de Lomaka, recouverts de forêts primaires, et au sud les contreforts de l'Andringitra. La partie centrale d'Ambohimahamasina comporte de nombreuses collines et des torrents souvent barrés par des chutes impressionnantes, qui se jettent dans la Mananatanana, affluent du fleuve Mangoky prenant sa source sur l'Ambondrombe.
Le climat d’Ambohimahamasina est de type tropical d’altitude avec une alternance de saison sèche du mois de mai à octobre, et d’une saison humide de novembre à avril.

## Démographie et population

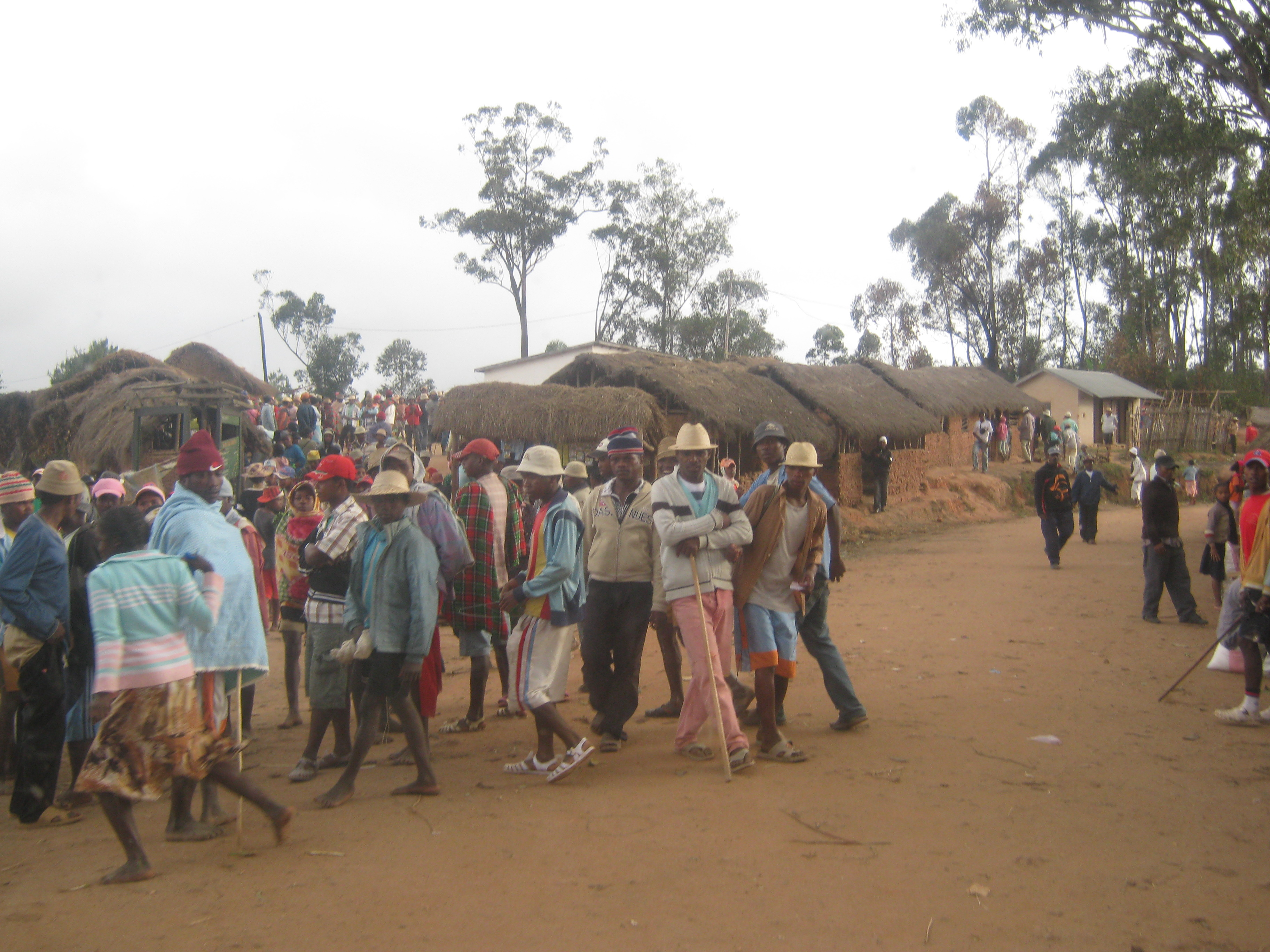
Foule lors du marché hebdomadaire d'Ambohimahamasina

Le dernier recensement d'Ambohimahamasina, datant de 2006, donne un chiffre de 21 243 habitants pour une densité moyenne de 39,3 habitants par km² (Source: Plan Communal de Développement). Les hommes sont au nombre de 9 946 pour 11 297 femmes. La population est relativement jeune avec 53,7 % de la population entre 0 et 18 ans, 40,2 % entre  18 et 60 ans et 6,1 % de plus de 60 ans. Le taux de croissance de la population est d'environ 3 % par an.
La population est composée en majorité de Betsileos mais on peut trouver également des Tanalas, des minorités d'Antaisakas, d'Antandroy, de Baras et de Merinas.

## Économie
L'économie de la région est surtout dominée par le secteur primaire; mais l'artisanat et l'écotourisme ont tendance à se développer depuis quelques années.

### Agriculture, élevage et pêche
La culture du Riz dans les bas-fonds marécageux en association avec l'élevage de Zébu y est très développée.
On trouve également du petit élevage (poulets, cochons, dindons, canards, oies) et de la pisciculture (tilapia), des cultures de contre saison (brèdes, légumes), beaucoup de cultures sur tanety (collines) comme le maïs, le manioc, la patate douce et les haricots, ainsi que, dans une moindre mesure, la culture du tabac, de jonc pour la vannerie et l'arboriculture (café, agrume, avocat, néflier du Japon, pêcher, etc.).
La pêche enfin se réalise dans les nombreux cours d'eau de la région et constitue un complément alimentaire non négligeable surtout en période de soudure. Elle concerne surtout les écrevisses, les anguilles, les alevins de rizières (pirina), les crevettes et les poissons indigènes de forêt primaire.
À noter que l'apiculture est également présente, avec notamment l'association Mamisoa, qui  produit un miel de forêt d'une qualité inégalée selon des techniques respectueuses de l'environnement.

### Artisanat
La Vannerie, le tissage de Soie et Coton et la Ferronnerie sont les trois grands types d'artisanat d'Ambohimahamasina.
La vannerie y est particulièrement bien développée, notamment grâce à l'appui de l'ONG malgache Ny Tanintsika/Feedback Madagascar (Notre Terre), qui aide une association de femmes nommée Soamiray (C'est bon d'être ensemble) à se professionnaliser. Les femmes, au nombre de 150, sont réparties entre 15 ateliers dans l'ensemble de la commune. Elles cultivent elles-mêmes les matières premières nécessaires à la confection d'articles: le Jonc forona en bas-fonds et la Cypéracée vinda en tanety. Ces fibres, cultivées selon les principes de l'Agroécologie et selon le respect des techniques traditionnelles, représentent une alternative à la récolte des fibres de vakoa, le Pandanus, un arbuste de forêt primaire en danger de disparition, que les femmes utilisaient autrefois. Soamiray suit par ailleurs les principes du Commerce équitable et solidaire, avec un prix qui reflète la réelle valeur du travail, un programme social pour les membres de l'association (scolarisation des enfants, alphabétisation des adultes, mutuelle de santé, etc.), et le développement de petits projets agricoles communautaires (élevage de poulets, jardins potagers, fruitiers).

### Ecotourisme
Avec un potentiel énorme, les activités touristiques ont également tendance à se développer dans la commune. Il s'agit d'un tourisme vert (randonnées en forêt, découverte des techniques agricoles), culturel (rites et traditions, initiation à l'artisanat, hébergement chez l'habitant) et solidaire (participation à des projets villageois). Les opérateurs locaux (guides, porteurs, hébergeurs, etc.) sont regroupés sous l'association FIZAM (Fizahantany Ambohimahamasina). Les prix pratiqués, très abordables, permettent par ailleurs d'améliorer l'état de bien être des populations, puisqu'une partie des revenus du tourisme est reversée dans la réfection des écoles dégradées par les cyclones ou les méfaits du temps, l'adduction d'eau ou encore le reboisement des lisières forestières.

## Personnalités liées
- Jean Rodolphe Ramanantsoa (1951-2016), homme politique malgache
- Yvon Rabetsizakaina